# Багтыярлыкский этрап
Багтыярлык (туркм. Bagtyýarlyk; в переводе на русский — «приносящая счастье») или Багтыярлыкский этрап (туркм. Bagtyýarlyk etraby) — один из четырёх этрапов Ашхабада. Создан 5 января 2018 года результате присоединения к этрапу им. Президента Ниязова, части территорий Рухабатского этрапа.

## История
В советские годы Багтыярлыкский этрап назывался Ленинским районом города Ашхабада. Во время правления Ниязова Ленинский район был переименован в этрап им. Президента Ниязова. 27 ноября во время рабочего визита в Лебапский велаят, президент Бердымухамедов подписал постановление о переименовании и упразднении некоторых территориальных единиц, получивших свои названия в честь Сапармурата Ниязова. Багтыярлыкский этрап был создан 5 января 2018 года, на основе бывшего района им. Президента Ниязова и расширен за счет бывшего Рухабатского района и новой территории.

### География
Багтыярлыкский этрап расположен на севере Ашхабада. Он является вторым по величине этрпом города, его площадь составляет 25846 га.